# Vagrant Story
Vagrant Story (Japans: ベイグラントストーリー) is een computerspel dat werd ontwikkeld en uitgegeven door Square. Het spel kwam in 2000 uit voor het platform Sony PlayStation. Later volgden ook releases voor andere platforms. Het spel speelt zich af in het fictieve koninkrijk Valendia en de verwoeste stad Leá Monde. In het spel moet de speler diverse gevechten leveren.

## Platforms
| Jaar | Platform           |
| ---- | ------------------ |
| 2000 | PlayStation        |
| 2009 | PSP, PlayStation 3 |
| 2012 | PS Vita            |

## Ontvangst
| Beoordeeld door    | Platform    | Datum             | Score |
| ------------------ | ----------- | ----------------- | ----- |
| Eurogamer.net (GB) | PlayStation | 4 juli 2000       | 100%  |
| GameSpot           | PlayStation | 15 februari 2000  | 96%   |
| Freak              | PlayStation | juli 2000         | 96%   |
| Gameplay RPG       | PlayStation | 2000              | 95%   |
| Power Unlimited    | PlayStation | augustus 2000     | 93%   |
| Gameplanet         | PlayStation | 10 september 2000 | 90%   |
| Legendra           | PlayStation | 21 oktober 2007   | 90%   |
| FiringSquad        | PlayStation | 9 juni 2000       | 87%   |
| RPGFan             | PlayStation | 5 mei 2000        | 83%   |
| PSM                | PlayStation | juni 2000         | 80%   |

## Ontwikkelteam

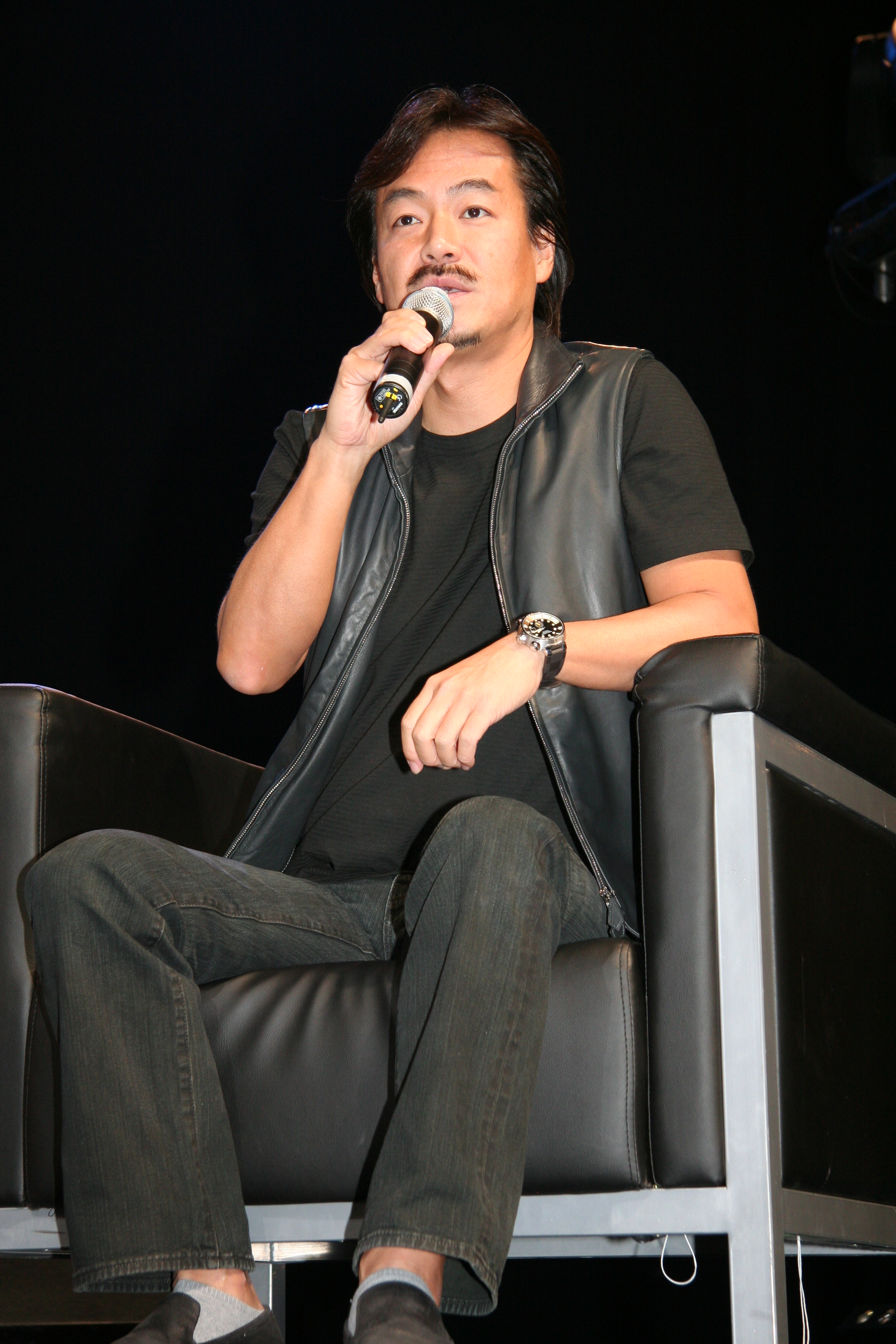
Hironobu Sakaguchi in 2007

- Executive Producer: Hironobu Sakaguchi, Tomoyuki Takechi, Hisashi Suzuki
- Producer / Director: Yasumi Matsuno
- Artistiek directeur / Supervisor karakter modellering : Hiroshi Minagawa
- Karakter ontwerper: Akihiko Yoshida
- Supervisor decorontwerp: Akiyoshi Masuda
- Decorontwerp: Yukiko Inoue, Yoshinari Hirata, Akiko Honne, Takafumi Hori, Tsutomu Mouri, Hiroyuki Sano, Rena Sasaki, Takahiro Yamashita
- Visuele effecten promotor: Jiro Mifune
- Visuele effecten ontwerp: Noriko Ikeda
- Karakter modelling: Tomomi Fujino, Eiichiro Nakatsu, Tsuyoshi Namiki
- Karakter animatie: Yasuhide Hino, Tadashi Soeda, Kazuhiko Takahashi, Tsunataro Yoshida
- Lead developer: Taku Murata
- Original Music: Hitoshi Sakimoto

## Trivia
- Het spel is opgenomen in het boek 1001 Video Games You Must Play Before You Die van Tony Mott.